# Penisola di Spiridon
La penisola di Spiridon è una penisola montuosa sul lato nord-occidentale dell'isola di Kodiak, in Alaska, sullo stretto di Šelichov, situato tra la baia di Uganik e la baia di Uyak. I principali promontori sono Miners Point, Cape Ugat e Cape Kuliuk. Cape Ugat è il punto più vicino a Kodiak Island, nell'Alaska continentale.
Little River attraversa la penisola ed è un importante sito di riproduzione del salmone.
La penisola fa parte del Kodiak National Wildlife Refuge, e il rifugio ha una cabina sul Little River che è a disposizione degli ospiti.